# Stojka Krastewa
Stojka Scheljaskowa Krastewa (bulgarisch Стойка Желязкова Кръстева; * 18. September 1985 in Dobritsch als Stojka Scheljaskowa Petrowa) ist eine bulgarische Boxerin. Sie gewann bei den Olympischen Spielen 2020 in Tokio die Goldmedaille im Fliegengewicht.

## Erfolge im Boxsport
Die rund 1,65 m große Rechtsauslegerin wurde mehrfach Bulgarische Meisterin und konnte bei den EU-Meisterschaften 2007 in Lille und 2010 in Keszthely jeweils die Goldmedaille, sowie 2009 in Pasardschik und 2013 in Keszthely jeweils die Silbermedaille erkämpfen.
Bei den Europameisterschaften 2011 in Rotterdam schied sie im Halbfinale gegen Nicola Adams aus und gewann Bronze, zudem unterlag sie gegen Adams auch im Viertelfinale bei den Olympischen Spielen 2012 in London, bei denen erstmals Frauenboxen ausgetragen wurde.
Auf den Gewinn einer Bronzemedaille bei den World Combat Games 2013 in Sankt Petersburg folgte der Gewinn der Goldmedaille im Fliegengewicht bei den Europameisterschaften 2014 in Bukarest, bei denen sie diesmal auch gegen Nicola Adams siegte.
Bei den Weltmeisterschaften 2016 in Astana wurde sie Vize-Weltmeisterin im Bantamgewicht, ebenso bei den Weltmeisterschaften 2018 in Neu-Delhi. Darüber hinaus gewann sie 2018 in Sofia erneut einen EM-Titel, diesmal im Bantamgewicht, nachdem ihr im Finale ein Sieg gegen Darja Abramowa gelungen war.
Bei der europäischen Olympiaqualifikation im März 2020 in London, welche aufgrund der COVID-19-Pandemie unterbrochen und im Juni 2021 in Paris fortgesetzt wurde, besiegte sie die Griechin Aikaterini Koutsogeorgopoulou, die Französin Wassila Lkhadiri und die Russin Swetlana Solujanowa, womit sie sich für die 2021 in Tokio ausgetragenen Olympischen Spiele qualifizierte. Bei Olympia gewann sie gegen Nguyen Thi Tam aus Vietnam (3:2), Virginia Fuchs aus den USA (5:0), Chang Yuan aus China (4:1), Tsukimi Namiki aus Japan (5:0) und im Finale gegen Buse Naz Çakıroğlu aus der Türkei (5:0), wodurch sie die erste olympische Goldmedaille dieser Sportart für Bulgarien seit dem Olympiasieg von Daniel Petrow im Halbfliegengewicht 1996 gewann.
Nachdem Erfolg bei den Olympischen Spielen beschloss sie im September 2021 ihre Karriere zu beenden.

### Weitere Ergebnisse
- Europaspiele 2015 in Baku: Platz 5 im Fliegengewicht[17]
- Weltmeisterschaften 2014 in Jeju-si: Platz 5 im Fliegengewicht[18]
- Weltmeisterschaften 2012 in Qinhuangdao: Platz 5 im Fliegengewicht[19]
- Weltmeisterschaften 2010 in Bridgetown: Platz 9 im Fliegengewicht[20]
- Europameisterschaften 2009 in Mykolajiw: Platz 5 im Fliegengewicht[21]
- Europameisterschaften 2007 in Vejle: Platz 5 im Fliegengewicht[22]